# Violence policière

Une silhouette illustrant un policier frappant une personne, symbolisant la brutalité policière.

La violence policière, ou brutalité policière, caractérise l'action violente conduite par des policiers, dans l'exercice de leurs fonctions, envers d'autres personnes hors du cadre défini par la loi. On parle de bavures policières dans les cas les plus graves, en particulier dans les cas conduisant à la mort de la personne attaquée. Sous le terme de violence policière, on regroupe différents actes d'abus policiers tels que l'abus de surveillance, l'arrestation frauduleuse, l'intimidation, la répression politique, l'abus sexuel.
L'usage de la force est autorisé dans le cadre de la loi lorsqu'elle est commanditée par le gouvernement dans le but de protéger les citoyens d'actes criminels. Mais, même dans ce cadre, les policiers sont tenus de n'employer la force qu'à des fins légitimes ou pour exécuter des ordres légitimes et ce, proportionnellement au risque couru.

## Définition
Le terme de « violence policière » désigne la perpétration par des policiers en exercice d'actes violents envers d'autres personnes. La définition exacte donne cependant lieu à interprétation,.
En France, le policier est au sens du droit pénal un « dépositaire de l’autorité publique ».
En effet, dans la plupart des pays disposant d'une police, la loi autorise celle-ci à faire emploi de la force dans certaines situations (arrestations, évasions, flagrants délits, etc.). Il est par conséquent courant de faire la distinction entre violence « légitime », sous couvert de la loi, et violence « illégitime », c'est-à-dire non nécessaire ou exagérée et donc hors du cadre légal. On peut considérer que certains usages légaux de la force constituent effectivement des violences policières ou au contraire défendre le caractère légal afin d'écarter cette qualification pour caractériser l'usage de la force. La barrière entre ce qui constitue l'usage légitime de la violence, dont le monopole revendiqué constitue une définition essentielle de l'État selon Max Weber, et son usage illégitime, est donc un enjeu de conflits d'interprétation, quel que soit le système politique que sert la police,.
La protestation du Black Panther Party aux États-Unis dans les années 1970 contre les violences policières jugées légales par les tribunaux fournit un exemple de conflit possible autour de cette notion[réf. souhaitée].
La relation avec l'activité policière, qu'elle soit circonstancielle ou causale, est aussi importante dans la définition ordinaire des violences policières : une violence perpétrée par un policier en dehors du service et sans l'usage des armes ou prérogatives que son emploi lui confère n'est pas considérée comme violence policière[réf. nécessaire].
Dans un entretien au journal Regards, le sociologue Geoffroy de Lagasnerie critique la notion de « violences policières » : « La catégorie de violences policières est extrêmement problématique car elle conduit à ne plus considérer comme violents que ce qui est illégal – c’est-à-dire qu’on ne va plus considérer comme violences policières une arrestation sur la route, une perquisition où un flic surgit à 6 h du matin, casse une porte, mets des menottes à quelqu’un – mais uniquement ce qui est particulièrement brutal. Mais c’est oublier que la police comme institution est par essence violente. […] Soit on dit qu’il n’y a pas de violences policières parce qu’on dit police = violences, soit on dit qu’il n’y a que des violences policières ».

### Autorité publique et force publique
Le policier, en tant qu'agent de la force publique, est supposé exécuter la force demandée par l'autorité. Mais, lorsque considéré comme dépositaire de l’autorité publique, le policier doit décider de la force qu’il doit employer sans que cela ne l’exonère de ses responsabilités. Ainsi, le dépositaire de l’autorité publique peut se rendre coupable d’abus d'autorité, notamment dans l’emploi de la force.
Selon Max Weber l'État s'est construit avec le « monopole de la violence physique légitime ». Dans le principe, la police n'exerce l'autorité que dans les formes acceptées par la population, mais en pratique, selon Fabien Jobard, directeur de recherches au CNRS, différentes populations socialement inégales ont des accès inégaux à la participation politique. Selon lui, les conflits sociaux trop nombreux et trop violents conduiraient à la militarisation de la police.

### Violences et bavures
Le concept de « bavure policière » est plus restrictif : il signifie soit que les policiers ont agi sans ordres de leur hiérarchie, soit que leur action n'a pas eu les effets qu'eux-mêmes souhaitaient (tir manquant sa cible, ou sur une personne identifiée à tort comme suspecte). La violence policière est plus large : elle inclut non seulement les bavures, mais aussi les usages de la force considérés comme nécessaires par le pouvoir en place, mais que les opposants peuvent condamner. Lors du massacre du 17 octobre 1961, la prescription du préfet de police de Paris Maurice Papon et de ses supérieurs ne fait pas de doute. Ce massacre est donc un exemple de « violences policières » qui ne sont pas des « bavures policières ».
Toutefois, si les policiers commettant des violences ne sont pas sanctionnés, ou trop légèrement, les victimes des violences ou ceux qui se sentent solidaires de ces victimes peuvent les ressentir comme tacitement acceptées par l'État.
Il est parfois fait mention de « bavure militaire », comme pour le meurtre de plusieurs mineurs en Afghanistan par les forces de l'OTAN.

## Caractéristiques

### Dans les régimes totalitaires
Les violences policières sont l'un des moyens utilisés par les gouvernements de type totalitaire.

### Dans les États démocratiques
Selon l'Organisation non gouvernementale Amnesty International: « Il existe des dispositions juridiques et des normes internationales strictes qui encadrent le recours à la force, en particulier la force meurtrière, par la police. La chose la plus importante à retenir est la suivante : les pouvoirs publics, y compris la police, sont tenus de faire tout leur possible pour respecter et protéger le droit à la vie. Aux termes du droit international, les policiers ne doivent utiliser la force meurtrière qu’en dernier ressort, autrement dit lorsque cela est absolument nécessaire pour se protéger ou protéger autrui d’une menace imminente de mort ou de blessure grave, et à condition que les autres solutions soient insuffisantes », de nombreux homicides imputables à la police dans le monde ne remplissant pas ces critères selon l'ONG. Amnesty International pointe ainsi les difficultés du gouvernement et de la justice italiens à faire la lumière sur les responsabilités de la violente répression des émeutes anti-G8 de Gênes de 2001 et à prévenir d'autres violences du même type.
La Convention européenne des droits de l'homme (CEDH) protégeant dans son article 2, le droit à la vie et interdisant dans son article 3, les traitements inhumains et dégradants, la CEDH sanctionne régulièrement des cas de violences policières ou d'arrestations musclées,.

## Par pays

### Belgique

#### Statistiques officielles
Il n'existe pas, en Belgique, de statistiques ou de données générales fiables et précises quantifiant la notion de « violence policière ». Celles s'en rapprochant le plus sont celles du Comité P.
La Belgique, s'est doté, en 1991, du Comité permanent de contrôle des services de police, aussi appelé Comité P qui est l'organe de contrôle externe de tous les fonctionnaires des services de police en Belgique. Il publie un rapport annuel comptabilisant le nombre de plaintes reçues classés par catégories. En 2018, le nombre de plaintes s'élève à 2965 (en augmentation depuis 2015), le comité se charge de répartir les dossiers à l'autorité compétente en fonction de la faute. 4,4 % de ces dossiers, soit 118, ont fait l'objet d'une enquête par le Comité P. 35 dossiers ont reconnu une faute et 70% n'en ont pas (encore) reconnu. 81 enquêtes judiciaires ont été ouvertes (dont 31 pour coups et blessures et 13 pour utilisations d'armes), le rapport n'en donne pas les résultats.
Le rapport 2017 du Comité P mentionne que de 2013 à 2017, 94% des affaires de violences policières sont classées sans suite (non-lieu : 68 %, acquittement : 20 %, suspension prononcée: 6 %). Les chiffres plus récents ne sont pas encore disponibles. Le traitement de faveur est très clairement établi. « Cet estompement peut amener à des dérives de la part des policiers. Dans le sens où ils savent qu’ils n’ont que très peu de chance d’être poursuivis, ils n’auront pas peur de commettre des violences car elles ne sont en général pas accompagnées de sanction ».

#### Cas de violences policières
Quelques cas de violences policières avérées ou non ont été fortement médiatisées tels que :
- Septembre 1998 : Semira Adamu, une ressortissante nigériane de 20 ans en situation irrégulière, est étouffée à l'aide d'un coussin, par deux policiers belges lors d'une tentative d'expulsion du territoire belge à l'aéroport de Zaventem[19]. Le 12 décembre 2003, la justice condamne 4 des 5 policiers poursuivis, les 3 escorteurs écopent chacun de un an de prison avec sursis pour coups et blessures involontaires ayant entraîné la mort sans intention de la donner alors qu'un des 2 officiers est condamné à 14 mois avec sursis pour coups et blessures involontaires[20].
- janvier 2010 : Jonathan Jacob, un habitant d'Affligem de 26 ans, bodybuilder en plein délire psychotique après la prise d'amphétamines, est battu à mort au commissariat de Morstel (Anvers) par des policiers ne parvenant pas à le maîtriser[21].
- 2015 : Affaire Bouyid, deux frères (17 et 25 ans) sont giflés lors de leur détention au commissariat de Saint-Josse-en-Noode (Bruxelles). L'affaire monte jusqu'à la Cour européenne des droits de l'homme[22]
- février 2018 : Jozef Chovanec, un Slovaque de 38 ans, meurt après plusieurs jours de coma en milieu hospitalier après avoir été maîtrisé par un placage ventral par plusieurs policiers dans une cellule de la Police fédérale de l'aéroport de Charleroi-Bruxelles-Sud. L'affaire fait grand bruit en août 2020 après qu'une vidéo est publiée dans laquelle on voit une jeune policière faire un salut nazi à côté de ses collègues qui rigolent en menottant la victime[23].
- mai 2018 : Moïse Bangoura dit Lamine, un Belgo-guinéen, joueur de foot de 27 ans, décède lors de l’expulsion de son logement par 8 policiers (6 hommes et 2 femmes). Le 16 mars 2021, près de trois ans après les faits, le tribunal de Gand décide ne pas renvoyer les 8 policiers en correctionnelle[24].
- Mai 2018 : Mawda, fillette kurde de 2 ans, tuée par balle par un policier lors d'une course-poursuite dans les environs de Maisières (Mons ) au cours de laquelle elle se trouvait avec ses parents dans une camionnette transportant une trentaine de migrants. D’après le rapport d’un médecin légiste, la petite Mawda se situait à l’avant de la camionnette en contradiction avec les déclarations des parents[25]. Le policier avait essayé de viser les pneus de la camionnette[26]. Le 12 février 2021, le tribunal correctionnel de Mons condamne le policier à 1 an avec sursis pour homicide involontaire par défaut de précaution ou de prévoyance[27].
- juillet 2019 : De nombreuses associations, LDH, Police Watchn Front Commun des SDF se mobilisent après que Jean, un SDF montois, est accusé de menaces de mort contre un policier. Le SDF se plaint d'avoir été blessé et d'avoir perdu son chien lors d'une altercation avec des policiers[28]
- août 2019 : Mehdi, un mineur de 17 ans, est percuté accidentellement par une voiture de la Brigade Anti-Agression qui se rendait à vive allure sur un cambriolage[29] à côté de la gare de Bruxelles-Central alors que d'autres policiers à pied le prenaient en chasse pour le contrôler. Le caractère volontaire de l'homicide n'est pas établi à ce jour[Quand ?][30].
- avril 2020 : Adil, un homme de 19 ans a percuté une camionnette de la Police[31] lors d’une course-poursuite consécutive à un délit de fuite à Anderlecht suite un refus de contrôle, il en meurt sur le coup. Une enquête est en cours pour déterminer si sa mort est ou non accidentelle[32],[33]. Le jour qui suit, des émeutes éclatent dans la ville[34].
- mai 2020 : Mons centre-ville, des militants communistes rassemblés en pleine période de confinement qui n’ont, selon la police, pas obtempéré aux injonctions des forces de police leur enjoignant de mettre fin à leur action sont interpelés afin de procéder à leur identification et à leur contrôle d’identité. Les militants dénoncent des méthodes excessives et un communiqué s'éloignant de la réalité des faits[35],[36]. A ce jour[Quand ?] la maman s'est portée partie civile pour violences policières, l'affaire est à l'instruction.[réf. nécessaire]
- juillet 2020 : Kadri Abderrahmane Ridha, dit «Akram», un homme de 29 ans auteur d'agressions et sous influence de drogue est maîtrisé par des policiers par un plaquage ventral dans la rue dans le quartier de la Gare d'Anvers-Central, il est emmené à l’hôpital dans un état critique et meurt dans la soirée[37],[38].
- Modèle:Dpate : Ibrahima Barrie, un jeune homme de 23 ans souffrant d'une anomalie cardiaque meurt à l'hôpital à la suite d'un contrôle et de son interpellation dans un commissariat de la Rue de Brabant à Bruxelles. L'enquête est en cours pour déterminer les circonstances exactes[39]. Un rassemblement a eu lieu dans les rues de Saint-Josse-ten-Noode quelques jours après pour réclamer justice[40].

#### Évaluation par les ONG
En 2020, la Ligue des Droits Humains lance un nouveau site, Police Watch (nouvelle version d'un site datant de 2013 sous le nom Observatoire des violences policières) pour recueillir des témoignages par rapport aux violences policières.
En 2019, une enquête de Myria et de Médecins du monde met en évidence le fait qu'en Belgique, 1 migrant sur 4 est confronté à des violences policières qu'elles soient physiques ou psychiques. 1 personne concernée sur 3 est un mineur. Le rapport démontre que cette violence est « diverse, illégale et abusive : il s’agit de violence physique comme des coups de poing, de pieds et de matraque, mais aussi de fouilles à nu forcées et arbitraires, de racket, d’humiliation et de chantage pour l’obtention d’empreintes digitales, ainsi que de la saisie illégale d’objet personnels ». Ce rapport réclame « que la loi soit respectée et que ceux qui sont coupables de telles pratiques soient jugés »,.
En 2017, la Ligue des droits humains signale que le recours illégitime à la force et la complaisance de certains juges sont des problèmes récurrents en Belgique avec à l'appui deux décisions de la Cour européenne des droits de l'homme qui ont reconnu des faits ignorés ou minimisés par l'État belge. Elle signale également en 2019 une réponse policière massive et disproportionnée dans le cadre de manifestations.
En 2014, la Ligue des droits humains dénonce une banalisation des « bavures policières » avec de nombreux cas documentés à l'appui.
En décembre 2021, l'ONG Monitor Civicus rétrograde la Belgique de pays ouvert à pays rétréci en raison de l'usage excessif de la force par la police, utilisée pour la « répression continuelle des rassemblements pacifiques ».

##### Difficultés pour les victimes
Une enquête de 2020 du Centre Permanent pour la Citoyenneté et la Participation (CPCP) a identifié des difficultés qui se posent en Belgique en matière de violence policière pour les victimes : la difficulté à être entendue et écoutée, la difficulté pour les victimes d'apporter des preuves (l'identification des auteurs compliquée, obtention des images de vidéosurveillance ou un examen médical), le peu d'informations qui sont communiquées aux victimes du début de l'enquête à sa clôture, le manque d'information en matière de droit, la privation de droit à une enquête, un traitement de faveur de la part du système judiciaire, le manque de statistiques, des organes de contrôle ni indépendants ni impartiaux.

#### Techniques de maîtrise autorisée
En Belgique, la loi est floue quant aux techniques autorisées de maîtrise des individus par la Police. Il y a le cadre de la loi sur la fonction de police qui indique dans son article 37 :

« Dans l'exercice de ses missions de police administrative ou judiciaire tout membre du cadre opérationnel peut, en tenant compte des risques que cela comporte, recourir à la force pour poursuivre un objectif légitime qui ne peut être atteint autrement. Tout recours à la force doit être raisonnable et proportionné à l'objectif poursuivi. Tout usage de la force est précédé d'un avertissement, à moins que cela ne rende cet usage inopérant. »

Aucune précision supplémentaire.
La circulaire GPI 48 du 17 mars 2006 "relative à la formation et l'entraînement en maîtrise de la violence des membres du personnel du cadre opérationnel des services de police" n'est pas plus précise.

### Canada

#### Historicité de la police au Canada et au Québec
Au Canada, le premier corps de police voit le jour en 1868 à la suite de l’adoption d’une loi créant la police du Canada connue sous le nom de police du Dominion, qui transformera par la suite en Gendarmerie royale du Canada (GRC). Elle est à la fois la police fédérale du Canada et la police provinciale de la plupart des provinces canadiennes. En 1870, le Québec va avoir son corps de police provincial : la Sûreté du Québec. Comme toute force de police dans le monde, celle du Québec va développer ses stratégies et tactiques pour contrôler et maîtriser les situations.

#### Police et médias au Québec
Le policier est, d’une part, le protecteur de la veuve et de l’orphelin, de l’autre, le représentant de la loi. Il a la responsabilité de la faire respecter. À ce titre, lors de ses Québec, la relation entre le corps policier et les médias se caractérise essentiellement pour dissimuler cet aspect que la police s’efforce de soigner son image. D’une part, on évite de mettre à jour les bévues et les mauvaises pratiques policières et, d ’autre part, on s’assure de la version policière des faits.

#### Cas de brutalités policières
Le travail de policier nécessite des compétences multiples car les tâches à effectuer sont très diversifiées. Le champ d'intervention varie en fonction du poste occupé. Plusieurs chercheurs, au début du XXIe siècle (King, Sheptycki, Shantz) montrent que la police est passée d’une approche dite de gestion négociée à une approche de neutralisation stratégique. Au lieu de favoriser la communication et la négociation des trajets pour mieux remplir sa mission, elle utilise la coercition. Divers cas de brutalités policières ont été répertoriés : le Printemps d’érable qui a eu lieu dans le cadre de la grève étudiante de 2012, considérée comme l’une des plus importantes dans l’histoire du Québec ; le cas de l'ancienne policière du Service de police de la Ville de Montréal, Stéfanie Trudeau, surnommée matricule 728, qui a été reconnue coupable de cinq infractions au Code de déontologie des policiers du Québec à la suite d'une plainte au sujet d’une intervention auprès d'un citoyen montréalais, Julian Menezes, survenue le 20 mai 2012 ; l'« affaire Fredy Villanueva », un jeune de 18 ans, tué par balle par un policier dans un parc en août 2008 dans l’arrondissement de Montréal-Nord, le cas d'Amal Asmar, jeune étudiante en 2010 qui a été victime de brutalité policière. Sept ans plus tard, la Commission des droits de la personne et de la jeunesse (CDPDJ) du Québec demande à la Ville de Montréal et à deux agents du Service de police de la Ville de Montréal (SPVM) de payer 45 000 $ en dédommagement pour profilage ethnique et social à son égard.

### États-Unis

Carte du nombre de tués par la police en fonction du nombre d'habitants par état en 2018.

#### Situation
Les violences policières restent nombreuses aux États-Unis.
- Dans un rapport datant d'octobre 2007, le département de la Justice des États-Unis recense 1 095 personnes tuées par la police lors d'arrestations de 2003 à 2005, soit une moyenne de 365 par an[66]. Durant la même période, 380 policiers étaient tués, dont 221 accidentellement[66].
- Pour l'année 2015, le Guardian et le Washington Post, ont tenu leur propre recensement. Le premier dénombre 1130 personnes tuées par la police. Le second 979 civils tués par la police[67].

De nombreuses associations et des campagnes de presse dénoncent les abus des policiers. Depuis 1994, une loi autorise les enquêtes fédérales en cas de soupçon de brutalité ou de corruption dans la police. Par ailleurs, la plupart des grands départements de police disposent de bureaux paritaires (recevant les plaintes et enquêtant sur les faits), c'est-à-dire qu'y siègent ensemble policiers et non policiers.
Depuis l'affaire Rodney King, en 1991, et la vidéo médiatisée dans le monde entier de son tabassage, des citoyens américains se mobilisent contre la violence policière en organisant des associations de « copwatch » (littéralement « surveillance de flics »). En 2007, il en existe une soixantaine dans tout le pays, en particulier en Californie (agglomération san-franciscaine). Leurs actions consistent à suivre les policiers dans leurs interventions, à les filmer et à rédiger des rapports. D'autres associations telles que la Coalition du 22 octobre s'occupent de fournir un soutien juridique et matériel aux victimes de violences policières ainsi qu'à leurs familles. Elles organisent également des conférences sur ce sujet.
Par ailleurs, aux États-Unis, les affaires présentées comme des cas de violence policière sont souvent mises en relation avec des problèmes de discrimination à l'égard de communautés.
Les groupes pour lesquels cette discrimination est régulièrement évoquée sont :
- les Afro-Américains et les hispaniques ;
- les protestataires des meetings politiques, notamment en 2004 pour les conventions nationales républicaine et démocrate ;
- les manifestations de rue des chrétiens évangéliques et autres chrétiens fondamentalistes (acception de ces termes liée à la religion aux États-Unis) ;
- de nombreuses actions de grève, de protestation, et d'actes de désobéissance civile, comprenant entre autres les manifestations du mouvement altermondialiste.

En 2017 en Arizona, le Code de la route est actualisé avec des conseils de comportement aux conducteurs portant une arme pour éviter qu'ils soient abattus par la police lors d'un simple contrôle routier.
Plus de 1.100 personnes ont été tuées par la police en 2015 aux États-Unis.

#### Cas notables
- Tirs du pont Danziger le 4 septembre 2005 commis par la police de La Nouvelle-Orléans lors de l'ouragan Katrina (quatre officiers de police ont été condamnés à des peines allant jusque 65 ans de prison)
- New York City Police Department :
  - mort du vigile Anthony Baez en décembre 1994 ;
  - de Gidone Busch (en) en 1999 ;
  - d'Amadou Diallo, abattu par quatre officiers de la Street Crime Unit, en 1999 ;
  - de Sean Bell, abattu en 2006.
- mort de Michael Brown à Ferguson en 2014 ;
- mort de Alton Sterling à Baton Rouge en 2016 ;
- meurtre de George Floyd à Minneapolis en 2020, déclencheur d'une série d'émeutes.

### France
Les affaires ne sont pas toutes reconnues comme des cas avérés d'abus policiers et sanctionnés comme tels.
Voir également la palette : Violence policière en France
La violence policière en France est définie dans le cadre législatif comme l'autorisation dite légitime par la loi à utiliser la force et, en particulier, à se servir de ses armes, par le policier qui ne peut en faire qu'un usage strictement nécessaire et proportionné au but à atteindre et face à la gravité de la menace afin de maintenir l'ordre public.
Elle est dénoncée, dans le cadre de la justice internationale, comme une entrave aux droits de l'homme engageant la responsabilité de l'État, à défaut de mesures légales et proportionnées prises pour prévenir l'usage excessif de la force.[source insuffisante]
Elle fait l'objet d'un traitement dans la presse, qui amène l'association française loi de 1901 Acrimed (acronyme d'« Action critique Médias »), à tenir une rubrique dédiée aux conséquences de la proximité et de la dépendance des journalistes vis-à-vis de leurs sources policières. À partir de la loi Macron de 2015, la récurrence des violences policières documentées lors des contestations sociales invite[pas clair] ce qu'Acrimed nomme « le journalisme de préfecture » dans le traitement des violences policières,. Pour Acrimed, le journalisme de préfecture, désigne des pratiques médiatiques qui conduisent à diffuser sans recul, par complaisance, par complicité, par parti pris politique ou rédactionnel, les éléments de langage des autorités politiques et de leurs relais institutionnels (préfectures, police, justice...).

### Inde
Selon un rapport de la Commission nationale des droits de l’homme (NHRC), 3 146 Indiens sont morts en garde à vue en 2017 et 2018. « La violence et la torture dans les locaux de la police (…) sont devenues quasiment routinières », souligne le rapport. Alors que l'institution policière est influencée par le nationalisme hindou, les victimes sont en majorité issues des communautés musulmane et « intouchable ». Les manifestations contre le gouvernement sont parfois brutalement réprimées. Ainsi, des dizaines de manifestants sont morts par balles et des centaines ont été blessés lors des manifestations de 2019 et 2020 contre l'amendement de la loi sur la citoyenneté. L'impunité est généralement la règle pour les faits de violences policières,.

### Russie
En été 2019, les manifestations non autorisées mais plutôt pacifiques contre l'exclusion des candidats indépendants à l'élection du Parlement de Moscou sont marquées par les violences policières et de nombreuses arrestations, dans la capitale russe. Quelques dizaines de manifestants sont blessés,. La justice moscovite condamne en outre plusieurs protestataires à de la prison ferme : pour avoir jeté une poubelle en direction des policiers (3,5 ans de prison), pour avoir essayé de relever la visière du casque d'un policier (3 ans de prison), pour avoir tiré un policier par la manche (2 ans de prison), pour avoir poussé un policier à la poitrine (1 an de prison). Un manifestant qui a jeté une bouteille d'eau en direction des forces de l'ordre s'en tire avec une amende de 100 000 roubles en évitant 3,5 ans de prison requis par l'accusation et un autre, poursuivi pour avoir jeté un gobelet en direction d'un policier, se voit finalement libéré des charges qui pesaient contre lui. Le président russe Vladimir Poutine explique la fermeté des pouvoirs publics face aux manifestants par la crainte de radicalisation de ces derniers, en référence notamment au mouvement des Gilets jaunes en France, : « On jette un gobelet en plastique sur un policier, pas de réponse. Puis on jette une bouteille en plastique, toujours pas de réponse. Ensuite on jettera une bouteille en verre et une pierre. Après, les mêmes ouvriront le feu et pilleront les commerces. Nous ne devons pas laisser cela se produire ».
Les 23 et 31 janvier, ainsi que le 2 février 2021, les partisans de l'opposant russe Alexeï Navalny descendent dans les rues pour protester contre son arrestation par les forces de l'ordre. Au moins 132 manifestants ont été victimes de la violence policière, et 17 600 arrêtés.

### Suisse
En Suisse, la police ne peut utiliser la force que si cela est strictement nécessaire (risque de comportement violent ou tentative de fuite) et toujours de manière proportionnée,. Par exemple, l'usage d'une matraque en cas de résistance passive est disproportionné. La police peut être filmée, si les images ne sont pas diffusées. Les excès peuvent faire l'objet d'une plainte, notamment pour abus d'autorité.
De 1999 à 2020, une association suisse comptabilise le nombre de personnes tuées par la police suisse à plus de vingt.
En 2020, des ONG suisses délivrent une déclaration à l'ONU concernant l'aspect raciste des violences policières dans le pays.

### Turquie
La Turquie est décrite comme « le leader régional de la violence policière ».
En 2013, l'Union européenne invite la Turquie à enquêter sur les violences policières commises lors des manifestations de la place Taksim à Istanbul. Ces manifestations, sévèrement réprimées par la police se sont soldées par au moins 8 morts, plus de 8 000 blessés et des milliers d'arrestations.
En 2015, la Cour européenne des droits de l'homme (CEDH) condamne la Turquie pour de mauvais traitements infligés par des policiers à une femme en garde à vue et un défaut d'enquête sur ces faits. Arrêtée en 1999 pour appartenance à une organisation politique illégale, cette femme déclarait avoir subi quatre jours de torture en garde à vue, avoir été pendue par les bras, frappée contre un mur, déshabillée et menacée de viol. En 2007, le parquet turc avait estimé que la plaignante avait été blessée parce qu'elle avait résisté à son arrestation.
Depuis que la Turquie a reconnu l'autorité judiciaire de la Cour européenne des droits de l'homme en 1987, les ressortissants turcs sont responsables d’un grand nombre de requêtes devant la CEDH. Rien qu'en 2019, la CEDH a enregistré un total de 9 250 affaires contre la Turquie, qui était le deuxième nombre le plus élevé après la Russie, et équivalait à 15,5 % de la charge de travail annuelle totale de la CEDH. Sur ce nombre, 32 cas étaient liés à des violences policières en 2019 - presque plus que tous les autres pays de la région réunis.
Au total, 403 personnes sont mortes aux mains de la police turque entre 2009 et 2017, selon la Fondation Baran Tursun, une organisation à but non lucratif qui se concentre sur la brutalité policière.
Emre Turkut, un expert en droit international des droits de l'homme de l'Université de Gand, considère ainsi que « la brutalité policière et l'impunité policière sont très courantes en Turquie », ce qui expliquerait le nombre élevé de cas en Turquie devant la CEDH. Pour Turkut, il existe un lien clair entre la montée du régime autocratique en Turquie et la violence policière croissante - et entre la brutalité policière et les manifestations anti-gouvernementales. Selon Balkan Insight, la police turque est également lente à enquêter, et encore moins à traiter, même les cas les mieux documentés de brutalité policière. Dans certains cas, ils ne sanctionnent pas la police même lorsque leur brutalité a été prouvée.

## Actions citoyennes
Des associations se sont fixé comme but d'œuvrer pour modifier le comportement policier. Ces groupes opèrent le plus fréquemment en mettant le doigt sur les actions de la police au travers de tableaux de bord rédigés de manière indépendante et d'autres méthodes statistiques. Copwatch rassemble des associations activistes qui suivent et filment les interventions des forces de l'ordre afin de prévenir le phénomène de brutalité policière. Des collectifs tels que « October 22nd Coalition to Stop Police Brutality, Repression, and the Criminalization of a Generation » aux États-Unis ainsi que des associations de plaignants sur le plan juridique (la plupart du temps prenant le nom d'un individu décédé des suites de violences, ou victime d'actes de brutalité) soutiennent les victimes ou leurs proches et se joignent à leurs démarches.
Le 15 mars est la Journée internationale contre la brutalité policière. À Paris, cette date a été reprise depuis 2009 pour devenir la commémoration nationale des victimes de la police, elle a lieu chaque année autour du 15 mars. En 2013, elle a eu lieu le 23 mars,.
Les mouvements sociaux québécois viennent en aide aux victimes d’abus. L’usage des médias numériques dans la grève étudiante québécoise de 2012 est un exemple de choix discursif, politique et tactique dans des manifestations de masse en période de répression policière (Poirier St-Pierre et Ethier, 2013). Ces usages entrent dans une coutume de production et diffusion d’informations malgré la distance (Shade et Landy, 2012). À titre d’exemple, le Collectif Opposé à la Brutalité Policière (COBP), mouvement social œuvrant contre la brutalité policière de tout genre et qui utilise la technologie comme pratique médiatique à des fins d’action de mobilisation sociale.
En mai 2006, Debora Silva Maria fonde le collectif Mães de Maio après une série de meurtres commis par des policiers à Santos au Brésil dont l'une des victimes est son fils de 29 ans.

### Filmographie
- Nuit noire 17 octobre 1961, film français qui retrace les événements du Massacre du 17 octobre 1961 réalisé par Alain Tasma sorti en 2005.